# Capítulo Peruano de la Coordinadora Continental Bolivariana
Coordinadora Continental Bolivariana-Capítulo Perú (CCB-CP) fue la sección peruana de la Coordinadora Continental Bolivariana (CCB), una organización bolivariana que tenía por objetivo impulsar la revolución socialista en América Latina. Según reportes policiales de inteligencia, la CCB-CP estaba en cooperación con los capítulos locales del Congreso Bolivariano de los Pueblos (CBP), las Casas del ALBA y diversas misiones cubano-venezolanas.

## Estructura
- Congreso Bolivariano de los Pueblos (CBP). Considerado el brazo político-social. Fue fundada en el año 2003[4] en Caracas por Hugo Chávez y estuvo bajo el liderazgo de Fernando Bossi.[1][2] El CBP tenía por objetivo reunir a organizaciones simpatizantes de la revolución bolivariana tales como partidos políticos, sindicatos y colectivos sociales.  En el Perú, el capítulo local (CBP-CP) fue creado en el año 2006 y estuvo representado por Javier Antonioni.[5]
- Coordinadora Continental Bolivariana (CCB). Considerado el brazo político-militar.[4] Creada en el año 2003 por impulso de las FARC.[6] En el Perú, el capítulo local (CCB-CP) fue creada en el año 2006 estando representado por el ex emerretista Roque Gonzáles La Rosa[7] y teniendo como presidente honorario a Víctor Polay Campos, líder del MRTA.[8]

## Historia

### Fundación
El 24 de febrero del 2006 fue fundada la CCB-CP con sede en Lima. El liderazgo de la CCB-CP quedó a cargo de Roque Gonzáles La Rosa, exmiembro del MRTA. María Rosa Soto Bringas, quien también estuvo relacionada al MRTA, quedó a cargo de la revista Cambio de la CCB-CP. Una vez establecido la CCB-CP, se constituyó la Coordinadora Nuevo Mundo, luego denominado Coordinadora de la Solidaridad, que fue integrado por Gonzáles La Rosa.
La labor previa para la creación de la CCB-CP quedó a cargo de Fernando Bossi. Entre los años 2004 y 2007, Fernando Bossi, historiador y por entonces operador comunicacional de Hugo Chávez, ingresó al Perú en 8 ocasiones. La labor de Bossi en el Perú fue articular y convocar líderes y dirigentes de izquierda para la formación de la Coordinadora Continental Bolivariana en el país andino.
Paralelamente, Elsa Malpartida, en febrero del 2006, fundó en Tarapoto la primera sede en el Perú del Congreso Bolivariano de los Pueblos (CBP-CP). La labor de Malpartida era formar líderes en coordinación con Caracas.

### Homenaje en Chile a emerretistas
La CCB-Chile organizó en abril de 2006, con colaboración de la Asociación Micaela Bastidas (colectivo miembro de la CCB-CP), un homenaje a los emerretistas muertos tras el rescate de rehenes de la residencia del embajador japonés en 1997. Como parte de estas actividades, se distribuyeron trípticos de la Asociación Micaela Bastidas sobre los juicios a los emerretistas. Además, la CCB-Chile realizó plantones en el consulado peruano instalando pancartas exigiendo la liberación de subversivos emerretistas, la extradición de Fujimori a Perú y juicios por los emerretistas muertos en 1997 que fueron calificados como "combatientes de la libertad".

### Cátedra Internacional Bolivariana
La CCB-CP organizó, junto a Integración Estudiantil, la Cátedra Internacional Bolivariana. La cátedra fue convocada para el 28 de junio del 2006 en el auditorio de ciencias sociales de la Universidad Nacional Mayor San Marcos. La cátedra tenía por objetivo revalorar el pensamiento de José Carlos Mariátegui y fue presidida por Gonzáles La Rosa. Previamente, se organizaron actividades culturales y de solicitud de liberación de emerretistas presos. En la cátedra participaron como expositores Felipe Quispe "El Mallku", Narciso Isa Conde (relacionado con las FARC), Dante Castro, Amílcar Figueroa (relacionado con las FARC) y una delegación del Frente Patriótico Manuel Rodríguez.  En dicha cátedra participarían Anahí Durand y Lucía Alvites. Fue la primera cátedra impulsada por la CCB a nivel continental.
Finalizado el acto, se organizó una marcha por las instalaciones de la San Marcos donde participaron APRODEVIL, Integración Estudiantil, Tus Muros Caerán y los Colectivos Mariátegui Guevarista y José María Arguedas. Al día siguiente, 29, realizaron una reunión en Villa María del Triunfo con organizaciones de comedores populares y de madres del vaso de leche de la zona, además de dirigentes barriales.

### Conexión Antonioni-Bermejo
En julio del 2006, a través de un chileno conocido como el "Camarada Jano", Guillermo Bermejo (miembro del CCB-CP) conoce a Antonioni, del CBP-CP. Ambos, al poco tiempo, coordinaron para realizar una marcha contra la embajada de Israel en Lima. Sin saberlo Bermejo, Antonioni era un informante de la DIRCOTE. A través de informes, Antonioni reveló que Bermejo viajó junto a Gonzáles La Rosa, un emerretista no identificado y Gustavo Porta para recibir entrenamiento en Colombia por las FARC (según informes de la policía, se detectó el viaje de diversos miembros del MRTA a Colombia desde el año 2004 para recibir entrenamiento). Además, Antonioni reveló una lista de contactos de Bermejo entre los que se encontraba Elsa Malpartida, Nancy Obregón, una prima de Antauro Humala, Gisela Ortiz Perea y dos senderistas chilenos.

### Reunión Bossi-Bermejo
En octubre del 2006, Bermejo, presentándose como miembro del CBP-CP, se reunió con Fernando Bossi en Bolivia cuando viajó como invitado por el Consejo Nacional Indígena (CONAID). En aquella reunión, Bermejo le propuso la formación de un frente unido de las organizaciones subversivas peruanas en armas (entre ellas Sendero Luminoso en el VRAEM), además de la introducción en el Perú de la "Misión milagro" orientándolo a cocaleros y campesinos y que, para la implementación de tal objetivo, estaba en coordinaciones con las dirigentes cocaleras de Tocache, Nancy Obregón y Elsa Malpartida.

### Colectivo Todas las voces
Uno de los primeros colectivos miembros de la CCB-CP fue Todas las Voces, liderada por Bermejo y fundada en el año 2004. En diciembre del año 2006, los miembros de Todas las Voces fueron detenidos luego de planear realizar un atentado contra la embajada de Estados Unidos. También planeaban usar una radio clandestina, llamado Radio Rebelde, como medio de comunicación. La radio acabó siendo incautada. Según reportes de inteligencia, los miembros de Todas las Voces se habían reunido con exmiembros del MRTA. Bermejo tenía planeado la creación de una organización que tendría por nombre Frente Mariateguista de Liberación Nacional.

### Encuentro Macrorregional de la Revolución
En 2006, fueron reportados miembros de las FARC cruzando la frontera para reunirse con miembros de  Sendero Luminoso del Alto Huallaga (liderado por Florindo Flores Hala, alias "Camarada Artemio") y de Sendero Luminoso en el VRAE (liderado por Víctor Quispe Palomino, alias "Camarada José"). Los contactos fueron comprobados en el año 2010 tras la captura de "Antonio".
En enero de 2007, cuatro miembros de las FARC fueron captados en Tocache visitando miembros que pertenecieron a Sendero Luminoso. En abril del mismo año, se llevó a cabo en el departamento de San Martín el "Encuentro Macrorregional de la Revolución", organizado por miembros de las FARC, donde asistieron miembros pertenecientes a Sendero Luminoso y el MRTA.  En el encuentro se debatió la formación del “Frente Único del Huallaga”.

### Marcha de apoyo al cierre de RCTV
Radio Caracas Televisión (RCTV) fue clausurado por el gobierno de Hugo Chávez, finalizando su transmisión en mayo del 2007. Ante esto, miembros de la CCB-CP organizaron una marcha en apoyo a la decisión tomada por Chávez calificando a RCTV como "quintas columnas del golpismo contrarrevolucionario y antibolivariano" y rechazando la calificación de que "con esta medida se esté violando la libertad de expresión, al contrario, habrá mayor libertad de expresión". Siguiendo dicho ejemplo, los miembros de la CCB-CP manifestaron "la necesidad de seguir consolidando y construyendo nuestros espacios alternativos de comunicación" para quebrar la "verdad oficial capitalista".

### II Congreso de la Coordinadora Continental Bolivariana
En febrero del año 2008 se desarrolló el II Congreso de la Coordinadora Continental Bolivariana en Quito, Ecuador. En dicho congreso participaron 32 delegados en representación del Perú bajo el liderazgo de Gonzáles La Rosa. Entre los participantes estaba Julio Vásquez, alias "Camilo Reyes", líder de la facción emerretista Fuerzas Armadas Revolucionarias - Ejército Popular Tupacamarista. En el transcurso del congreso se registró proclamas a favor del MRTA y por la liberación de Polay Campos y subversivos del MRTA en las cárceles, además de lanzar vivas por Néstor Cerpa Cartolini. Producto del II Congreso de la CCB, además de reconstituir la CCB en el Movimiento Continental Bolivariano (MCB), se realizó la siguiente proclama:

- La necesidad de librar todos los combates necesarios, de emplear todas las formas de lucha para cambiar el sistema: las luchas pacíficas y no pacíficas, las manifestaciones cívicas, las insurgencias de las clases y sectores oprimidos, las opciones electorales transformadoras, la desobediencia civil, las luchas y rebeldías sociales justas, las movilizaciones populares y todo tipo de protestas...
- La necesidad de elaborar e impulsar las propuestas alternativas de poder destinadas a reemplazar los mecanismos, instituciones y estrategias de dominación...
- La actitud abierta y receptiva frente a los militares patriotas y honestos que se decidan a integrarse al torrente transformador por la liberación de nuestros pueblos, siguiendo ejemplos como... Velasco Alvarado... y Hugo Chávez; este último convertido en el líder actual del bolivarianismo revolucionario.
- La necesidad de estar alerta  y de frente a no solo ante la voracidad descarada del imperialismo estadounidense, sino también ante los avances silenciosos y perniciosos del imperialismo europeo...
- La decisión de militar en la solidaridad con todos los procesos de reformas avanzadas, de cambios democráticos hacia la revolución y de autodeterminación respecto al imperialismo.

Al culminar el encuentro, se aprobó el reconocimiento del MRTA como "fuerza beligerante" siendo considerado, además, como una organización activa en armas.

### Captura de Roque Gonzáles La Rosa
Tras acabada el II Congreso de la CCB, Gonzáles La Rosa, junto a otros integrantes de la CCB-CP como Armida Valladares (lideresa de APRODEVIL), fueron detenidos en Tumbes bajo la sospecha de integrar una organización subversiva con relaciones con las FARC que tendría por objetivo realizar acciones contra la cumbre APEC a realizarse aquel año. En marzo, Isa Conde, desde República Dominicana y como portavoz de la CCB, demandó la liberación de Gonzáles La Rosa y los demás detenidos. En abril de aquel año, según detalló la policía, la CCB-CP convocó paros usando la revista Voz Rebelde del MRTA.

### Archivos de Raúl Reyes
En marzo de 2008, tras la Operación Fénix desarrollada por el gobierno colombiano en territorio ecuatoriano, se dio muerte el número 2 de las FARC, Raúl Reyes. Entre sus pertenencias se encontró diversos computadores con información de las actividades de las FARC y los enlaces entre esta organización subversiva con líderes de izquierda y organizaciones. Entre estos archivos, se encontró información relacionada de las conexiones entre las FARC con Gonzáles La Rosa y otros miembros del MRTA. También se halló la solicitud de un préstamo de 10 mil dólares por parte de un ciudadano peruano no identificado a las FARC. Se reveló, además, la presencia de miembros de las FARC en Perú entre los años 2000 y 2007 "para realizar contactos o para refugiarse en Lima". Por otra parte, entre los correos de Reyes, se encontró el financiamiento de Hugo Chávez a la candidatura de Ollanta Humala en las elecciones del año 2006. Adicionalmente, se encontró, fechadas en 2007, las condolencias dadas por Reyes al "Camarada Artemio" por la muerte de alias "JL" con quien había intercambiado ideas.
Al saberse de la muerte de Reyes, los remanentes emerretistas lanzaron un comunicado "inclinando sus banderas frente a la vida del comandante Raúl Reyes... Sindicalista el, como nuestro Néstor Cerpa. Inmortales ambos. En esta carta reciban cada uno de ustedes... el saludo y el abrazo de sus hermanos y compañeros tupacamaristas".

### Relanzamiento de la CCB-CP
En junio de 2008, la CCB-CP organizó un foro denominado "La criminalización de la protesta hoy" solicitando la libertad de Gonzáles La Rosa. Esto como inicio del relanzamiento de la CCB-CP. En dicho foro participaron la entonces parlamentaria Elsa Malpartida, el periodista Raúl Wiener de La Primera, el dirigente de Villa María del Triunfo Moisés Zarsoza, el escritor Dante Castro (del ML-19), la actriz Delfina Paredes, el músico Daniel Kiri Escobar y la agrupación Dúo Takanamanta. Tras el relanzamiento del CCB-CP, se organizó un plantón junto a miembros del Partido Nacionalista, el Movimiento Nueva Izquierda, Patria Libre, entre otras organizaciones. En diciembre de 2008, Gonzáles La Rosa saldría libre.

## Organizaciones asociadas a la CCB-CP
Entre las organizaciones asociadas a la CCB-CP están:
- Asociación Micaela Bastidas
- Todas las Voces
- Movimiento de Liberación 19 de julio (ML-19)
- Patria Libre
- Colectivo Mariateguista Guevarista
- Juventud Nacionalista del Perú (juventudes del Partido Nacionalista Peruano)
- Colectivo Socialista Tus Muros Caerán
- Integración Barrial
- Movimiento José Carlos Mariátegui
- Instituto Juan Velasco Alvarado
- Comité vecinal José Carlos Mariátegui de Villa María del Triunfo[38]
- Encuentro Perú Pueblo (colectivo de peruanos residentes en Venezuela y afines a la revolución bolivariana)[42][43]